# Formica politurata
Formica politurata är en myrart som beskrevs av Buckley 1866. Formica politurata ingår i släktet Formica och familjen myror. Inga underarter finns listade i Catalogue of Life.